# Сърдитите млади хора
Сърдитите млади хора е изразът, с който британската преса нарича новото поколение английски писатели и драматурзи в средата на 50-те години на 20 век. За пръв път е употребен във връзка с пиесата на Джон Осбърн „Обърни се с гняв назад“ (1956). В този смисъл „сърдити млади хора“ се отнася по-скоро за спонтанна тенденция в писането, отколкото за сформирано около манифест и под. литературно течение.
Освен Джон Осбърн, „сърдити млади хора“ са Алън Силитоу, Харолд Пинтър, Кингсли Еймис, Филип Ларкин, Джон Брейн, Джон Уейн, Колин Уилсън, Дорис Лесинг, Арнолд Уескър, Айрис Мърдок, Малкълм Бредбъри, Кийт Уотърхаус и други. Общото между тях е, че с творбите си изразяват гневен протест против социалното неравенство, съсловните прегради и лицемерието в обществото. Те първоначално застават на радикални, понякога дори анархистични позиции, и описват в творбите си различните проявления на социално отчуждение.
По този тип изразност се увличат и много интелектуалци. Поради неясната идейна платформа обаче, към края на десетилетието тенденцията угасва. Определението изгубва ударната си сила и се превръща в клише за всеки младеж, който обвинява и критикува политическите и социални институции.

## Друга употреба
Понятието се използва и за трима английски музиканти – Елвис Костело, Греъм Паркър и Джо Джексън, които въвеждат в музиката звученето на пънк рока в края на 70-те и началото на 80-те години.